# Ellen Ringier
Ellen Ringier (* 7. Dezember 1951 als Ellen Renée Lüthy in Luzern; † 19. März 2025 in Zürich) war eine Schweizer Verlegerin und Mäzenin. Sie war Präsidentin der Stiftung Elternsein und Herausgeberin des Eltern-Magazins Fritz + Fränzi.

## Leben und Karriere
Ellen Ringier wuchs mit zwei Schwestern in Luzern auf. Ihre Mutter stammte aus einer Bankiersfamilie aus London, ihr Vater war Pelzgrosshändler aus Luzern. Sie studierte Rechtswissenschaft und schloss 1980 bei Manfred Rehbinder an der Universität Zürich mit der Promotion ab. Ringier arbeitete als Auditorin am Bezirksgericht. 1976 heiratete sie den Verleger Michael Ringier, mit dem sie zwei Töchter hat. Das Wirtschaftsmagazin Bilanz schätzte das Vermögen der Familie Ringier 2024 auf 1.8 Milliarden Franken.
Ringier engagierte sich in den Bereichen Kultur, Antirassismus, Frauen und Pfadfinder. Sie arbeitete in der Stiftung Humanitas und amtete 13 Jahre lang als Stiftungsratspräsidentin des Museums Haus Konstruktiv in Zürich. 2001 gründete sie die Stiftung Elternsein, die das Eltern-Magazin Fritz + Fränzi herausgibt. Diese Zeitschrift soll nach Ringiers Angaben sowohl bei Eltern als auch in der Bevölkerung ein Bewusstsein für Erziehungsaufgaben schaffen. Zudem war sie Co-Produzentin des Dokumentarfilms #Female Pleasure der Regisseurin Barbara Miller.
Ellen Ringier starb im März 2025 im Alter von 73 Jahren an Bauchspeicheldrüsenkrebs.

## Schriften (Auswahl)
- als Ellen Lüthy: Zivilrechtliche Probleme der identifizierenden Berichterstattung am Beispiel der Presse. Juris, Zürich 1981 (zugleich Diss. Univ. Zürich, 1980).
- Ellen Ringier über Michael Ringier. In: Hundert: hundert Jahre – hundert Portraits. Das Buch zum hundertsten Geburtstag der Schweizer Illustrierten. Ringier, Zürich 2011, ISBN 978-3-280-05467-3.

## Auszeichnungen
- 2014: Bildungspreis der Pädagogischen Hochschule Zürich und der Stiftung Pestalozzianum[11]